# Фроловцева, Анна Васильевна
А́нна Васи́льевна Фроло́вцева (30 августа 1948, Москва, СССР) — советская и российская актриса театра и кино; заслуженная артистка РФ (2002).
Наиболее известна по роли Галины Ивановны Ворониной в телесериале «Воронины».

## Биография
Родилась 30 августа 1948 года в Москве на Красной Пресне. В трудные послевоенные годы семья Фроловцевых ютилась в полуподвальной комнатушке. Отец, Василий Александрович (1916—1979) трудился инженером, но денег, чтобы накормить и одеть семью, в которой подрастали дочь и сын, не хватало, поэтому мама принимала заказы и шила дома.
В 1972 году окончила Высшее театральное училище имени М. С. Щепкина и стала актрисой Челябинского драмтеатра имени Цвиллинга.
В 1977—1982 годах — в Московском областном театре имени Островского.
С 1981 года работала в Москонцерте, в театрах «Сфера», «На Гоголевском бульваре», «Персонаж», «На Трифоновской», «Ковчег», «Дягилев-центр», а с 1994 года — в Московской драматической труппе «Блуждающие звёзды».
Артистка попробовала силы в разных амплуа. Она легко перевоплощалась в трагических и комических героинь, создавала многоплановые образы. На подмостки Анна Васильевна выходила с мастерами советского театра. В постановке «Не сошлись характерами» она играла в тандеме с заслуженной артисткой РСФСР Ниной Агаповой. В последующие годы исполнительница не покидала театральных подмостков.
В кино Анна Фроловцева начала сниматься ещё в конце 1960-х. Не поступив с первого раза в театральное училище, работала перфораторщицей на ЭВМ, параллельно снимаясь в массовке на «Мосфильме» («Золотой телёнок», «Щит и меч» и др.).
В 2022 году Анна Васильевна продолжила творческую карьеру на театральной сцене. В феврале артистке вновь пришлось столкнуться с утратой — не стало её друга и коллеги, актёра Бориса Невзорова. Фроловцева побывала на похоронах народного любимца, где, не сдерживая слёз, вспоминала истории из студенческой жизни, когда только познакомилась с Борисом Георгиевичем.

## Личная жизнь
Вдова. Муж — Юрий Владимирович Кузьменко, стоматолог (1950—2008). Есть сын Денис — врач-стоматолог. Невестка — Эльмира. Две внучки: Анна и Полина.

## Общественная позиция
В августе 2024 года заявила, что поддерживает вторжение России в Украину, сказав следующее: «Я – патриот! Мы правы! Я в этом уверена! Вот если бы я была бы поздоровее – я бы туда поехала!». Актриса также осудила уехавших из России артистов, назвав их предателями.

## Творчество
По окончании театрального училища стала актрисой Челябинского государственного академического театра драмы имени Наума Орлова.
В 1977—1982 годах работала в Московском областном театре имени Островского, с 1981 года — в Москонцерте, а с 1983  года по 1988 год — актриса Московского театра «Сфера». С 1994 года играет в Московской драматической труппе «Блуждающие звёзды».

Небольших ролей у актрисы — бесконечное число. Она снималась в конце 70-х, играла в 80-х… лишь в 90-х на экранах почти не мелькала — не было спроса. Зато новый век вернул актрису в кино. «Остановка по требованию», «Парниковый эффект», «Все умрут, а я останусь», «Синие ночи», «Папины дочки» — везде актриса снова играла свои маленькие харизматичные кусочки.
В 2008 году актрису пригласили на кастинг нового ситкома «Воронины». Анна Васильевна рассказывает, что и подумать не могла, что получит свою первую главную роль в 60 лет, но всё получилось именно так. Добрая, сердечная, забавная и чрезмерно опекающая своих взрослых сыновей мама получилась у неё на славу.

Хотя актриса говорит, что мало похожа на Галину Ивановну Воронину — не любит копаться на даче и не лезет с советами к своим взрослым детям, но отмечает:

На самом деле я очень люблю свою героиню Галину Ивановну, пусть она порой и откровенно назойлива. Нас объединяет прежде всего то, что мы обе матери, которые любят своих детей и искренне стараются помочь им.— Анна Васильевна Фроловцева

## Фильмография
| Год       |    | Название                                      | Роль                                                                                           |
| --------- | -- | --------------------------------------------- | ---------------------------------------------------------------------------------------------- |
| 1977      | ф  | Риск — благородное дело                       | Верочка, нарядчица у настройщиков                                                              |
| 1978      | ф  | Кот в мешке                                   | киоскёрша                                                                                      |
| 1978      | ф  | Сибириада                                     | солдатка (нет в титрах)                                                                        |
| 1978      | тф | Следствие ведут ЗнаТоКи. До третьего выстрела | понятая при опознании Бондаря (нет в титрах)                                                   |
| 1979      | тф | Стакан воды                                   | разбитная помощница в типографии (нет в титрах)                                                |
| 1979      | ф  | Гараж                                         | невеста, дожидавшаяся жениха (нет в титрах)                                                    |
| 1979      | ф  | Утренний обход                                | Роза, медсестра                                                                                |
| 1979      | ф  | Экипаж                                        | эпизод в Бидри                                                                                 |
| 1981      | ф  | Карнавал                                      | член приёмной комиссии (нет в титрах)                                                          |
| 1982      | ф  | Вокзал для двоих                              | официантка                                                                                     |
| 1983      | ф  | Одиноким предоставляется общежитие            | Алла Петровна (нет в титрах)                                                                   |
| 1983      | ф  | Подросток (первая и третья серии)             | служанка                                                                                       |
| 1983      | ф  | Трое на шоссе                                 | женщина в ресторане                                                                            |
| 1984      | ф  | Жестокий романс                               | Аннушка                                                                                        |
| 1984      | тф | Формула любви                                 | горничная                                                                                      |
| 1984      | ф  | Мёртвые души                                  | одна из дам на балу в четвёртой серии (нет в титрах)                                           |
| 1985      | ф  | Салон красоты                                 | клиентка Петра Максимовича                                                                     |
| 1986      | ф  | Конец операции «Резидент»                     | Света, сотрудница таможни                                                                      |
| 1986      | ф  | Михайло Ломоносов                             | Екатерина I                                                                                    |
| 1988      | ф  | Двое и одна                                   | сослуживица Фролова                                                                            |
| 1988      | ф  | Убить дракона                                 | экономка                                                                                       |
| 1989      | ф  | Биндюжник и Король                            | барышня в борделе                                                                              |
| 1989      | ф  | Интердевочка                                  | сотрудница ОВИРа                                                                               |
| 1990      | ф  | Ребро Адама                                   | коллега Лиды                                                                                   |
| 1990      | ф  | Русская рулетка                               | Имя персонажа не указано                                                                       |
| 1991      | ф  | Призраки зелёной комнаты                      | Сара                                                                                           |
| 1992      | ф  | Очень верная жена                             | судья                                                                                          |
| 1994      | ф  | Чёрный клоун                                  | Ева                                                                                            |
| 1994      | ф  | Я свободен, я ничей                           | гостья Гуляева                                                                                 |
| 1996      | ф  | Барханов и его телохранитель                  | Ольга Петровна                                                                                 |
| 2000      | с  | Остановка по требованию                       | врач                                                                                           |
| 2000      | ф  | Изгой                                         | сотрудница представительства «Fedex Corporation» в Москве (нет в титрах)                       |
| 2001      | ф  | Семейные тайны                                | Ирина Фёдоровна Зайцева                                                                        |
| 2001      | с  | Ералаш                                        | Вера Константиновна, учительница математики                                                    |
| 2002      | с  | Бригада (четвёртая серия)                     | хирург                                                                                         |
| 2003      | с  | Ералаш                                        | мать мальчика                                                                                  |
| 2003      | ф  | Коктебель                                     | жилица                                                                                         |
| 2005      | ф  | Голова классика                               | Елизавета Ильинична Нарбут                                                                     |
| 2005      | ф  | Парниковый эффект                             | баба Паша                                                                                      |
| 2006      | ф  | Всегда говори «Всегда» 3                      | Анна Алексеевна                                                                                |
| 2007      | с  | Затмение                                      | судья                                                                                          |
| 2007      | ф  | Срочно в номер                                | Ирина Ивановна                                                                                 |
| 2008      | с  | Солдаты 14                                    | мама Цыплакова                                                                                 |
| 2008      | ф  | Все умрут, а я останусь                       | продавец в магазине                                                                            |
| 2008      | с  | Знахарь                                       | Нина Степановна, соседка Разиных по даче в посёлке Лисий Нос                                   |
| 2008      | ф  | Синие ночи                                    | врач                                                                                           |
| 2008      | ф  | Папины дочки                                  | бабушка Эльвиры (122 серия)                                                                    |
| 2009      | ф  | Двойная пропажа                               | Антонина Даниловна                                                                             |
| 2009      | ф  | Семь жён одного холостяка                     | Анна Степановна, доктор                                                                        |
| 2009—2019 | с  | Воронины                                      | Галина Ивановна Воронина                                                                       |
| 2011      | ф  | Гадкий утёнок                                 | Людмила Ивановна, мать Оли                                                                     |
| 2014      | ф  | Чиста вода у истока                           | тётя Ира                                                                                       |
| 2015      | ф  | Жизнь только начинается                       | Валентина, бабушка Антона                                                                      |
| 2024      | с  | Костя — Вера                                  | Галина Ивановна Воронина, мать Кости и Лёни, вдова Николая Петровича, пенсионерка, домохозяйка |

В 2022 году участвовала в фестивале «Танцуй, Россия!» вместе со своей коллегой по съёмочной площадке Екатериной Волковой.